# Erika Reinhardt

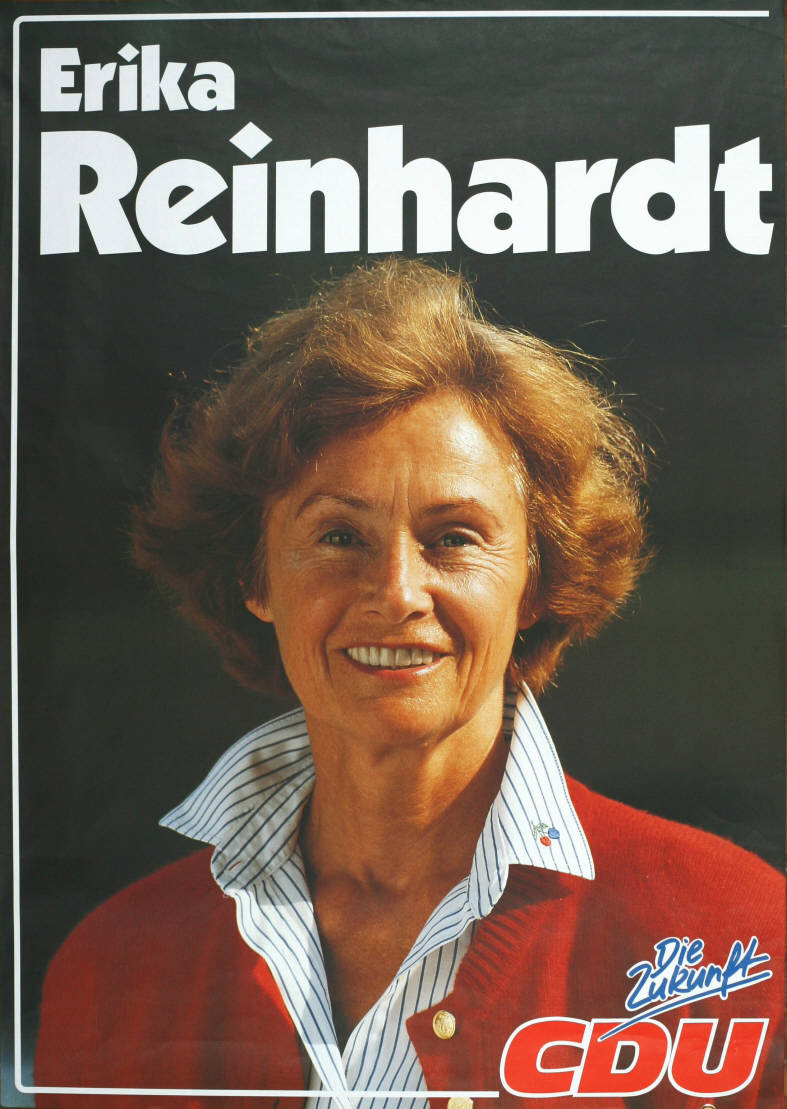
Erika Reinhardt auf einem Wahlplakat zur Bundestagswahl 1990

Erika Reinhardt geb. Deim (* 30. Januar 1932 in Freistadt, Oberösterreich) ist eine ehemalige Abgeordnete des Deutschen Bundestages (CDU).

## Berufliche Entwicklung
Nach dem Besuch der Volksschule und des Gymnasiums absolvierte Reinhardt eine dreijährige Fachausbildung zur Diplom-Säuglings- und Kinderkrankenschwester in Wien. 

## Ehrenamtliche Tätigkeit
Reinhardt war Vorstandsmitglied der Verkehrswacht und Mitglied im Kuratorium des DRK Baden-Württemberg. Sie war Vorsitzende des Förderkreises Kinder mit Speiseröhrenmissbildungen (KEKS) und zudem Mitglied in verschiedenen Sozial- und Kulturvereinen. 

## Ehrungen
Für ihr Engagement wurden ihr die Ehrennadel des Landes Baden-Württemberg, die Ehrenmedaille in Silber der Stadt Stuttgart und die Deutsche Feuerwehr-Ehrenmedaille des Deutschen Feuerwehrverbandes verliehen. Am 20. April 2013 wurde Erika Reinhardt der Verdienstorden des Landes Baden-Württemberg verliehen.

## Politik
Seit 1978 ist Reinhardt Mitglied der CDU, von 1985 bis 1990 war sie Vorsitzende der Kommunalpolitischen Vereinigung des Kreisverbandes Stuttgart. Von 1975 bis 1984 war sie Mitglied im Bezirksbeirat Wangen. Von 1984 bis 1990 war sie Stadträtin und stellvertretende Fraktionsvorsitzende. Im Jahr 1990 wurde sie in den Deutschen Bundestag gewählt, dem sie bis 2002, dem Ende der 14. Legislaturperiode angehörte.